# فولتا أستورياس 2024
فولتا أستورياس 2024 (بالإسبانية: Vuelta a Asturias 2024)‏ هو سباق دراجات هوائية من فئة  2.1، وهو الموسم السادس والستين من فولتا أستورياس، وأقيم خلال الفترة من 26 أبريل 2024، وحتى 28 أبريل 2024.
فاز بالمركز الأول وفي ترتيب النقاط للشباب وفي ترتيب النقاط إسحاق ديل تورو ‏، وحلَّ في المركز الثاني رافال مايكا، بينما جاء Eric Fagúndez ‏ في المركز الثالث، في حين نال Ibon Ruiz ‏ صدارة تصنيف الجبال، أما ترتيب الفرق، فقد فاز به فريق الإمارات 2024 ‏.

## الفرق
| فرق عالمية (2)- Movistar Team - UAE Team Emirates فرق برو (6)- برجس بي إتش 2024 ‏ - كاجا رورال-سيغوروس 2024 ‏ - Equipo Kern Pharma ‏ - أوسكالتيل أوسكادي 2024 ‏ - إيولو كوميت ‏ - TotalEnergies فرق قارية (8)- أنترت فيرينسي ‏ - Petrolike ‏ - Global 6 United ‏ - Illes Balears Arabay Cycling ‏ - MENtoRISE MLMsuperstars ‏ - Sabgal–Anicolor ‏ - Sidi Ali–Unlock Team ‏ - Victoria Sports Pro Cycling ‏ |  |
| |  |

## المراحل
| قائمة المراحل | قائمة المراحل | قائمة المراحل                  | قائمة المراحل | قائمة المراحل | قائمة المراحل | قائمة المراحل      | قائمة المراحل   |
| المرحلة       | التاريخ       | الدورة                         |               | المسافة (كم)  | الارتفاع      | الفائز بالمرحلة    | القائد العام    |
| ------------- | ------------- | ------------------------------ | ------------- | ------------- | ------------- | ------------------ | --------------- |
| المرحلة 1     | 26 أبريل      | كانغاس ديل نارثيا –            | مرحلة جبلية   | 179٫1         | 3٬949 م       | إسحاق ديل تورو ‏    | إسحاق ديل تورو ‏ |
| المرحلة 2     | 27 أبريل      | ريبيرا دي أريبا – Ribadesella ‏ | مرحلة جبلية   | 200           | 2٬703 م       | António Morgado ‏   | إسحاق ديل تورو ‏ |
| المرحلة 3     | 28 أبريل      | Benia de Onís ‏ – أبيط          | مرحلة جبلية   | 140           | 1٬702 م       | Finn Fisher-Black ‏ | إسحاق ديل تورو ‏ |

## النتيجة

### مرحلة 1
هي مرحلة جبلية، أقيمت في 26 أبريل 2024، وامتدّت لمسافة 179.1 كيلومتر. فاز بالمركز الأول، وتصدر ترتيب الشباب وترتيب النقاط والترتيب العام إسحاق ديل تورو ‏، وتصدر ترتيب التسلق Ibon Ruiz ‏، أما ترتيب الفرق، فقد فاز به فريق الإمارات 2024 ‏.
| التصنيف العام         | التصنيف العام              | التصنيف العام                 | التصنيف العام | التصنيف العام |
| العداء                | العداء                     | الفريق                        | الوقت         |               |
| --------------------- | -------------------------- | ----------------------------- | ------------- | ------------- |
| 1                     | إسحاق ديل تورو ‏            | فريق الإمارات                 | 4 س 46 د 04 ث |               |
| 2                     | رافال مايكا                | فريق الإمارات                 | + 1 د 05 ث    |               |
| 3                     | Eric Fagúndez ‏             | برجس بي إتش ‏                  | + 1 د 10 ث    |               |
| 4                     | Afonso Eulálio ‏            | أنترت فيرينسي ‏                | + 1 د 14 ث    |               |
| 5                     | خوسيه مانويل دياز          | برجس بي إتش ‏                  | + 1 د 23 ث    |               |
| 6                     | Fernando Barceló ‏          | كاجا رورال-سيغوروس ‏           | + 1 د 50 ث    |               |
| 7                     | Jorge Gutiérrez (cyclist) ‏ | Equipo Kern Pharma ‏           | + 2 د 04 ث    |               |
| 8                     | Alex Molenaar ‏             | Illes Balears Arabay Cycling ‏ | + 2 د 10 ث    |               |
| 9                     | لويس أنخيل ماتي            | أوسكالتيل أوسكادي ‏            | + 2 د 10 ث    |               |
| 10                    | Igor Arrieta ‏              | فريق الإمارات                 | + 2 د 10 ث    |               |
|                       |                            |                               |               |               |
| مصدر: ProCyclingStats |                            |                               |               |               |

### مرحلة 2
هي مرحلة جبلية، أقيمت في 27 أبريل 2024، وامتدّت لمسافة 200 كيلومتر. فاز بالمركز الأول António Morgado ‏، وتصدر ترتيب التسلق Ibon Ruiz ‏، أما ترتيب الفرق، فقد فاز به فريق الإمارات 2024 ‏، وتصدر ترتيب النقاط وترتيب الشباب والترتيب العام إسحاق ديل تورو ‏.
| التصنيف العام         | التصنيف العام              | التصنيف العام                 | التصنيف العام | التصنيف العام |
| العداء                | العداء                     | الفريق                        | الوقت         |               |
| --------------------- | -------------------------- | ----------------------------- | ------------- | ------------- |
| 1                     | إسحاق ديل تورو ‏            | فريق الإمارات                 | 9 س 36 د 18 ث |               |
| 2                     | رافال مايكا                | فريق الإمارات                 | + 1 د 09 ث    |               |
| 3                     | خوسيه مانويل دياز          | برجس بي إتش ‏                  | + 1 د 16 ث    |               |
| 4                     | Afonso Eulálio ‏            | أنترت فيرينسي ‏                | + 1 د 18 ث    |               |
| 5                     | Fernando Barceló ‏          | كاجا رورال-سيغوروس ‏           | + 1 د 54 ث    |               |
| 6                     | Jorge Gutiérrez (cyclist) ‏ | Equipo Kern Pharma ‏           | + 2 د 08 ث    |               |
| 7                     | Alex Molenaar ‏             | Illes Balears Arabay Cycling ‏ | + 3 د 34 ث    |               |
| 8                     | Jordi López (cyclist) ‏     | Equipo Kern Pharma ‏           | + 3 د 34 ث    |               |
| 9                     | لويس أنخيل ماتي            | أوسكالتيل أوسكادي ‏            | + 2 د 14 ث    |               |
| 10                    | Sergio Chumil ‏             | برجس بي إتش ‏                  | + 2 د 14 ث    |               |
|                       |                            |                               |               |               |
| مصدر: ProCyclingStats |                            |                               |               |               |

### مرحلة 3
هي مرحلة جبلية، أقيمت في 28 أبريل 2024، وامتدّت لمسافة 140 كيلومتر. فاز بالمركز الأول Finn Fisher-Black ‏، وتصدر ترتيب التسلق Ibon Ruiz ‏، أما ترتيب الفرق، فقد فاز به فريق الإمارات 2024 ‏، وتصدر ترتيب النقاط وترتيب الشباب والترتيب العام إسحاق ديل تورو ‏.

## المشاركون
| إيولو كوميت ‏ PTK             | إيولو كوميت ‏ PTK           | إيولو كوميت ‏ PTK |
| ---------------------------- | -------------------------- | ---------------- |
| م                            | عداء                       | مرتبة            |
| 1                            | Davide Bais ‏               | 52               |
| 2                            | Álex Martín ‏               | 29               |
| 3                            | Francisco Muñoz (cyclist) ‏ | 53               |
| 4                            | Davide De Cassan ‏          | 61               |
| 5                            | ESP                        | 48               |
| 6                            | أندريا غاروسيو             | 68               |
| 7                            | Jhonatan Restrepo ‏         | 37               |
| مدير الرياضة: خيسوس هرنانديز |                            |                  |

| Movistar Team MOV                 | Movistar Team MOV | Movistar Team MOV |
| --------------------------------- | ----------------- | ----------------- |
| م                                 | عداء              | مرتبة             |
| 11                                | فرناندو جافيريا   | 76                |
| 12                                | أنطونيو بيدرو     | 59                |
| 13                                | Vinícius Rangel ‏  | 78                |
| 14                                | سيرجيو ساميتيير   | 15                |
| 15                                | Pelayo Sánchez ‏   | 8                 |
| 16                                | غونزالو سيرانو    | 17                |
| 17                                | ألبرت توريس       | 26                |
| مدير الرياضة: خوسيه فيسنتي غارسيا |                   |                   |

| UAE Team Emirates UAD     | UAE Team Emirates UAD              | UAE Team Emirates UAD |
| ------------------------- | ---------------------------------- | --------------------- |
| م                         | عداء                               | مرتبة                 |
| 21                        | Igor Arrieta ‏                      | 9                     |
| 22                        | Sjoerd Bax ‏                        | 51                    |
| 23                        | إسحاق ديل تورو ‏                    | 1                     |
| 24                        | Finn Fisher-Black ‏                 | 35                    |
| 25                        | رافال مايكا                        | 2                     |
| 26                        | António Morgado ‏                   | 25                    |
| 27                        | Pablo Torres (cyclist, born 2005) ‏ | 29                    |
| مدير الرياضة: مانويل موري |                                    |                       |

| TotalEnergies TEN         | TotalEnergies TEN | TotalEnergies TEN |
| ------------------------- | ----------------- | ----------------- |
| م                         | عداء              | مرتبة             |
| 31                        | توماس بونيت       | 64                |
| 32                        | Jordan Jegat ‏     | 19                |
| 33                        | Alan Jousseaume ‏  | 24                |
| 34                        | Paul Ourselin ‏    | 60                |
| 36                        | Mattéo Vercher ‏   | 44                |
| 37                        | الكسيس فويليرموز  | 72                |
| مدير الرياضة: رومان سيكار |                   |                   |

| برجس بي إتش ‏ BBH         | برجس بي إتش ‏ BBH  | برجس بي إتش ‏ BBH |
| ------------------------ | ----------------- | ---------------- |
| م                        | عداء              | مرتبة            |
| 41                       | خوسيه مانويل دياز | 4                |
| 42                       | Eric Fagúndez ‏    | 3                |
| 43                       | Sergio Chumil ‏    | 21               |
| 44                       | جيتسي بول         | 67               |
| 45                       | Ander Okamika ‏    | 28               |
| 46                       | Sinuhé Fernández ‏ | 36               |
| 47                       | خيسوس إيزكيرا     | 46               |
| مدير الرياضة: روبن بيريز |                   |                  |

| كاجا رورال-سيغوروس ‏ CJR                     | كاجا رورال-سيغوروس ‏ CJR | كاجا رورال-سيغوروس ‏ CJR |
| ------------------------------------------- | ----------------------- | ----------------------- |
| م                                           | عداء                    | مرتبة                   |
| 51                                          | Samuel Fernández ‏       | 56                      |
| 52                                          | Abel Balderstone ‏       | لم يكمل السباق-1        |
| 53                                          | Fernando Barceló ‏       | 6                       |
| 54                                          | Sebastian Berwick ‏      | 57                      |
| 55                                          | ESP                     | 45                      |
| 56                                          | Jaume Guardeño ‏         | 31                      |
| 57                                          | Mulu Hailemichael ‏      | 49                      |
| مدير الرياضة: José Miguel Fernández Reviejo‏ |                         |                         |

| أوسكالتيل أوسكادي ‏ EUS     | أوسكالتيل أوسكادي ‏ EUS | أوسكالتيل أوسكادي ‏ EUS |
| -------------------------- | ---------------------- | ---------------------- |
| م                          | عداء                   | مرتبة                  |
| 61                         | Mikel Bizkarra ‏        | 16                     |
| 62                         | Joan Bou ‏              | 18                     |
| 63                         | Txomin Juaristi ‏       | 33                     |
| 64                         | Xabier Berasategi ‏     | 23                     |
| 65                         | ESP                    | 69                     |
| 66                         | لويس أنخيل ماتي        | 13                     |
| 67                         | Unai Cuadrado ‏         | 38                     |
| مدير الرياضة: Iñaki Isasi ‏ |                        |                        |

| Equipo Kern Pharma ‏ EKP  | Equipo Kern Pharma ‏ EKP    | Equipo Kern Pharma ‏ EKP |
| ------------------------ | -------------------------- | ----------------------- |
| م                        | عداء                       | مرتبة                   |
| 71                       | Urko Berrade ‏              | 22                      |
| 72                       | Hugo Aznar ‏                | 73                      |
| 73                       | Ibon Ruiz ‏                 | 40                      |
| 74                       | Jorge Gutiérrez (cyclist) ‏ | 12                      |
| 75                       | Unai Aznar ‏                | 58                      |
| 76                       | José Félix Parra ‏          | 11                      |
| 77                       | Jordi López (cyclist) ‏     | 14                      |
| مدير الرياضة: ميكيل نييف |                            |                         |

| Illes Balears Arabay Cycling ‏ IBA | Illes Balears Arabay Cycling ‏ IBA | Illes Balears Arabay Cycling ‏ IBA |
| --------------------------------- | --------------------------------- | --------------------------------- |
| م                                 | عداء                              | مرتبة                             |
| 81                                | Alex Molenaar ‏                    | 7                                 |
| 82                                | Andrew Vollmer ‏                   | 47                                |
| 83                                | Arnau Gilabert‏                    | 70                                |
| 84                                | José María García ‏                | لم يبدأ-3                         |
| 85                                | Julen Amezqueta ‏                  | 34                                |
| 86                                | Unai Esparza ‏                     | 42                                |
| 87                                | Asier Pablo González‏              | 41                                |
| مدير الرياضة: دانيال نافارو       |                                   |                                   |

| Sabgal–Anicolor ‏ SAT | Sabgal–Anicolor ‏ SAT      | Sabgal–Anicolor ‏ SAT |
| -------------------- | ------------------------- | -------------------- |
| م                    | عداء                      | مرتبة                |
| 91                   | ماتياس بريجنهوج ‏          | 20                   |
| 92                   | Duarte Domingues‏          | 32                   |
| 94                   | Oliver Rees‏               | 55                   |
| 95                   | Guillermo García Janeiro ‏ | لم يكمل السباق-1     |
| 96                   | Gabriel Baptista‏          | 80                   |
| 97                   | Tiago Silva‏               | لم يكمل السباق-1     |

| أنترت فيرينسي ‏ CDF             | أنترت فيرينسي ‏ CDF | أنترت فيرينسي ‏ CDF |
| ------------------------------ | ------------------ | ------------------ |
| م                              | عداء               | مرتبة              |
| 101                            | Óscar Cabedo ‏      | 50                 |
| 102                            | Afonso Eulálio ‏    | 5                  |
| 103                            | Fábio Oliveira‏     | 77                 |
| 105                            | Ivo Pinheiro‏       | 71                 |
| مدير الرياضة: Joaquim Andrade ‏ |                    |                    |

| Global 6 United ‏ GLC | Global 6 United ‏ GLC | Global 6 United ‏ GLC |
| -------------------- | -------------------- | -------------------- |
| م                    | عداء                 | مرتبة                |
| 111                  | Callum Ormiston ‏     | 82                   |
| 112                  | Giacomo Ballabio ‏    | 27                   |
| 113                  | Edouard Bonnefoix ‏   | 75                   |
| 114                  | David Gabrick‏        | لم يكمل السباق-1     |
| 116                  | Ronan O'Connor‏       | 63                   |
| 117                  | Rafael Pereira‏       | 74                   |

| Petrolike ‏ PTL | Petrolike ‏ PTL       | Petrolike ‏ PTL   |
| -------------- | -------------------- | ---------------- |
| م              | عداء                 | مرتبة            |
| 121            | عمر ميندوزا ‏         | 66               |
| 122            | Edgar Cadena ‏ (طريق) | 62               |
| 123            | دييغو كامارغو ‏       | 10               |
| 125            | نيلسون سوتو ‏         | لم يكمل السباق-2 |
| 126            | Bernardo Suaza ‏      | 30               |

| Victoria Sports Pro Cycling ‏ VSC | Victoria Sports Pro Cycling ‏ VSC | Victoria Sports Pro Cycling ‏ VSC |
| -------------------------------- | -------------------------------- | -------------------------------- |
| م                                | عداء                             | مرتبة                            |
| 131                              | جيروين مايرز                     | لم يكمل السباق-1                 |
| 132                              | مارسيلو فيليبي هيرنانديز ‏        | لم يكمل السباق-1                 |
| 133                              | Nícolas Sessler ‏                 | 54                               |
| 135                              | Daniel Ven Cariño‏                | لم يكمل السباق-1                 |
| 136                              | خوسيه مندس                       | لم يكمل السباق-1                 |

| MENtoRISE MLMsuperstars ‏ MEN | MENtoRISE MLMsuperstars ‏ MEN | MENtoRISE MLMsuperstars ‏ MEN |
| ---------------------------- | ---------------------------- | ---------------------------- |
| م                            | عداء                         | مرتبة                        |
| 141                          | Iustin-Ioan Vaidian ‏         | لم يكمل السباق-1             |
| 143                          | Ioan Dobrin ‏                 | لم يكمل السباق-1             |
| 144                          | Mattew Denis Piciu ‏          |                              |
| 145                          | Jozsef-Attila Malnasi ‏       | لم يكمل السباق-1             |

| Sidi Ali–Unlock Team ‏ SUT | Sidi Ali–Unlock Team ‏ SUT | Sidi Ali–Unlock Team ‏ SUT |
| ------------------------- | ------------------------- | ------------------------- |
| م                         | عداء                      | مرتبة                     |
| 151                       | Víctor Martínez ‏          |                           |
| 153                       | ESP                       |                           |
| 154                       | Alessio Gasparini‏         |                           |

| إيولو كوميت ‏ PTK             | إيولو كوميت ‏ PTK           | إيولو كوميت ‏ PTK |
| ---------------------------- | -------------------------- | ---------------- |
| م                            | عداء                       | مرتبة            |
| 1                            | Davide Bais ‏               | 52               |
| 2                            | Álex Martín ‏               | 29               |
| 3                            | Francisco Muñoz (cyclist) ‏ | 53               |
| 4                            | Davide De Cassan ‏          | 61               |
| 5                            | ESP                        | 48               |
| 6                            | أندريا غاروسيو             | 68               |
| 7                            | Jhonatan Restrepo ‏         | 37               |
| مدير الرياضة: خيسوس هرنانديز |                            |                  |

| Movistar Team MOV                 | Movistar Team MOV | Movistar Team MOV |
| --------------------------------- | ----------------- | ----------------- |
| م                                 | عداء              | مرتبة             |
| 11                                | فرناندو جافيريا   | 76                |
| 12                                | أنطونيو بيدرو     | 59                |
| 13                                | Vinícius Rangel ‏  | 78                |
| 14                                | سيرجيو ساميتيير   | 15                |
| 15                                | Pelayo Sánchez ‏   | 8                 |
| 16                                | غونزالو سيرانو    | 17                |
| 17                                | ألبرت توريس       | 26                |
| مدير الرياضة: خوسيه فيسنتي غارسيا |                   |                   |

| UAE Team Emirates UAD     | UAE Team Emirates UAD              | UAE Team Emirates UAD |
| ------------------------- | ---------------------------------- | --------------------- |
| م                         | عداء                               | مرتبة                 |
| 21                        | Igor Arrieta ‏                      | 9                     |
| 22                        | Sjoerd Bax ‏                        | 51                    |
| 23                        | إسحاق ديل تورو ‏                    | 1                     |
| 24                        | Finn Fisher-Black ‏                 | 35                    |
| 25                        | رافال مايكا                        | 2                     |
| 26                        | António Morgado ‏                   | 25                    |
| 27                        | Pablo Torres (cyclist, born 2005) ‏ | 29                    |
| مدير الرياضة: مانويل موري |                                    |                       |

| TotalEnergies TEN         | TotalEnergies TEN | TotalEnergies TEN |
| ------------------------- | ----------------- | ----------------- |
| م                         | عداء              | مرتبة             |
| 31                        | توماس بونيت       | 64                |
| 32                        | Jordan Jegat ‏     | 19                |
| 33                        | Alan Jousseaume ‏  | 24                |
| 34                        | Paul Ourselin ‏    | 60                |
| 36                        | Mattéo Vercher ‏   | 44                |
| 37                        | الكسيس فويليرموز  | 72                |
| مدير الرياضة: رومان سيكار |                   |                   |

| برجس بي إتش ‏ BBH         | برجس بي إتش ‏ BBH  | برجس بي إتش ‏ BBH |
| ------------------------ | ----------------- | ---------------- |
| م                        | عداء              | مرتبة            |
| 41                       | خوسيه مانويل دياز | 4                |
| 42                       | Eric Fagúndez ‏    | 3                |
| 43                       | Sergio Chumil ‏    | 21               |
| 44                       | جيتسي بول         | 67               |
| 45                       | Ander Okamika ‏    | 28               |
| 46                       | Sinuhé Fernández ‏ | 36               |
| 47                       | خيسوس إيزكيرا     | 46               |
| مدير الرياضة: روبن بيريز |                   |                  |

| كاجا رورال-سيغوروس ‏ CJR                     | كاجا رورال-سيغوروس ‏ CJR | كاجا رورال-سيغوروس ‏ CJR |
| ------------------------------------------- | ----------------------- | ----------------------- |
| م                                           | عداء                    | مرتبة                   |
| 51                                          | Samuel Fernández ‏       | 56                      |
| 52                                          | Abel Balderstone ‏       | لم يكمل السباق-1        |
| 53                                          | Fernando Barceló ‏       | 6                       |
| 54                                          | Sebastian Berwick ‏      | 57                      |
| 55                                          | ESP                     | 45                      |
| 56                                          | Jaume Guardeño ‏         | 31                      |
| 57                                          | Mulu Hailemichael ‏      | 49                      |
| مدير الرياضة: José Miguel Fernández Reviejo‏ |                         |                         |

| أوسكالتيل أوسكادي ‏ EUS     | أوسكالتيل أوسكادي ‏ EUS | أوسكالتيل أوسكادي ‏ EUS |
| -------------------------- | ---------------------- | ---------------------- |
| م                          | عداء                   | مرتبة                  |
| 61                         | Mikel Bizkarra ‏        | 16                     |
| 62                         | Joan Bou ‏              | 18                     |
| 63                         | Txomin Juaristi ‏       | 33                     |
| 64                         | Xabier Berasategi ‏     | 23                     |
| 65                         | ESP                    | 69                     |
| 66                         | لويس أنخيل ماتي        | 13                     |
| 67                         | Unai Cuadrado ‏         | 38                     |
| مدير الرياضة: Iñaki Isasi ‏ |                        |                        |

| Equipo Kern Pharma ‏ EKP  | Equipo Kern Pharma ‏ EKP    | Equipo Kern Pharma ‏ EKP |
| ------------------------ | -------------------------- | ----------------------- |
| م                        | عداء                       | مرتبة                   |
| 71                       | Urko Berrade ‏              | 22                      |
| 72                       | Hugo Aznar ‏                | 73                      |
| 73                       | Ibon Ruiz ‏                 | 40                      |
| 74                       | Jorge Gutiérrez (cyclist) ‏ | 12                      |
| 75                       | Unai Aznar ‏                | 58                      |
| 76                       | José Félix Parra ‏          | 11                      |
| 77                       | Jordi López (cyclist) ‏     | 14                      |
| مدير الرياضة: ميكيل نييف |                            |                         |

| Illes Balears Arabay Cycling ‏ IBA | Illes Balears Arabay Cycling ‏ IBA | Illes Balears Arabay Cycling ‏ IBA |
| --------------------------------- | --------------------------------- | --------------------------------- |
| م                                 | عداء                              | مرتبة                             |
| 81                                | Alex Molenaar ‏                    | 7                                 |
| 82                                | Andrew Vollmer ‏                   | 47                                |
| 83                                | Arnau Gilabert‏                    | 70                                |
| 84                                | José María García ‏                | لم يبدأ-3                         |
| 85                                | Julen Amezqueta ‏                  | 34                                |
| 86                                | Unai Esparza ‏                     | 42                                |
| 87                                | Asier Pablo González‏              | 41                                |
| مدير الرياضة: دانيال نافارو       |                                   |                                   |

| Sabgal–Anicolor ‏ SAT | Sabgal–Anicolor ‏ SAT      | Sabgal–Anicolor ‏ SAT |
| -------------------- | ------------------------- | -------------------- |
| م                    | عداء                      | مرتبة                |
| 91                   | ماتياس بريجنهوج ‏          | 20                   |
| 92                   | Duarte Domingues‏          | 32                   |
| 94                   | Oliver Rees‏               | 55                   |
| 95                   | Guillermo García Janeiro ‏ | لم يكمل السباق-1     |
| 96                   | Gabriel Baptista‏          | 80                   |
| 97                   | Tiago Silva‏               | لم يكمل السباق-1     |

| أنترت فيرينسي ‏ CDF             | أنترت فيرينسي ‏ CDF | أنترت فيرينسي ‏ CDF |
| ------------------------------ | ------------------ | ------------------ |
| م                              | عداء               | مرتبة              |
| 101                            | Óscar Cabedo ‏      | 50                 |
| 102                            | Afonso Eulálio ‏    | 5                  |
| 103                            | Fábio Oliveira‏     | 77                 |
| 105                            | Ivo Pinheiro‏       | 71                 |
| مدير الرياضة: Joaquim Andrade ‏ |                    |                    |

| Global 6 United ‏ GLC | Global 6 United ‏ GLC | Global 6 United ‏ GLC |
| -------------------- | -------------------- | -------------------- |
| م                    | عداء                 | مرتبة                |
| 111                  | Callum Ormiston ‏     | 82                   |
| 112                  | Giacomo Ballabio ‏    | 27                   |
| 113                  | Edouard Bonnefoix ‏   | 75                   |
| 114                  | David Gabrick‏        | لم يكمل السباق-1     |
| 116                  | Ronan O'Connor‏       | 63                   |
| 117                  | Rafael Pereira‏       | 74                   |

| Petrolike ‏ PTL | Petrolike ‏ PTL       | Petrolike ‏ PTL   |
| -------------- | -------------------- | ---------------- |
| م              | عداء                 | مرتبة            |
| 121            | عمر ميندوزا ‏         | 66               |
| 122            | Edgar Cadena ‏ (طريق) | 62               |
| 123            | دييغو كامارغو ‏       | 10               |
| 125            | نيلسون سوتو ‏         | لم يكمل السباق-2 |
| 126            | Bernardo Suaza ‏      | 30               |

| Victoria Sports Pro Cycling ‏ VSC | Victoria Sports Pro Cycling ‏ VSC | Victoria Sports Pro Cycling ‏ VSC |
| -------------------------------- | -------------------------------- | -------------------------------- |
| م                                | عداء                             | مرتبة                            |
| 131                              | جيروين مايرز                     | لم يكمل السباق-1                 |
| 132                              | مارسيلو فيليبي هيرنانديز ‏        | لم يكمل السباق-1                 |
| 133                              | Nícolas Sessler ‏                 | 54                               |
| 135                              | Daniel Ven Cariño‏                | لم يكمل السباق-1                 |
| 136                              | خوسيه مندس                       | لم يكمل السباق-1                 |

| MENtoRISE MLMsuperstars ‏ MEN | MENtoRISE MLMsuperstars ‏ MEN | MENtoRISE MLMsuperstars ‏ MEN |
| ---------------------------- | ---------------------------- | ---------------------------- |
| م                            | عداء                         | مرتبة                        |
| 141                          | Iustin-Ioan Vaidian ‏         | لم يكمل السباق-1             |
| 143                          | Ioan Dobrin ‏                 | لم يكمل السباق-1             |
| 144                          | Mattew Denis Piciu ‏          |                              |
| 145                          | Jozsef-Attila Malnasi ‏       | لم يكمل السباق-1             |

| Sidi Ali–Unlock Team ‏ SUT | Sidi Ali–Unlock Team ‏ SUT | Sidi Ali–Unlock Team ‏ SUT |
| ------------------------- | ------------------------- | ------------------------- |
| م                         | عداء                      | مرتبة                     |
| 151                       | Víctor Martínez ‏          |                           |
| 153                       | ESP                       |                           |
| 154                       | Alessio Gasparini‏         |                           |

## التصنيف العام النهائي
| التصنيف العام         | التصنيف العام     | التصنيف العام                 | التصنيف العام  | التصنيف العام |
| العداء                | العداء            | الفريق                        | الوقت          |               |
| --------------------- | ----------------- | ----------------------------- | -------------- | ------------- |
| 1                     | إسحاق ديل تورو ‏   | فريق الإمارات                 | 12 س 59 د 04 ث |               |
| 2                     | رافال مايكا       | فريق الإمارات                 | + 1 د 15 ث     |               |
| 3                     | Eric Fagúndez ‏    | برجس بي إتش ‏                  | + 1 د 20 ث     |               |
| 4                     | خوسيه مانويل دياز | برجس بي إتش ‏                  | + 1 د 22 ث     |               |
| 5                     | Afonso Eulálio ‏   | أنترت فيرينسي ‏                | + 1 د 48 ث     |               |
| 6                     | Fernando Barceló ‏ | كاجا رورال-سيغوروس ‏           | + 2 د 00 ث     |               |
| 7                     | Alex Molenaar ‏    | Illes Balears Arabay Cycling ‏ | + 2 د 20 ث     |               |
| 8                     | Pelayo Sánchez ‏   | موفيستار                      | + 2 د 20 ث     |               |
| 9                     | Igor Arrieta ‏     | فريق الإمارات                 | + 2 د 20 ث     |               |
| 10                    | دييغو كامارغو ‏    | Petrolike ‏                    | + 2 د 32 ث     |               |
|                       |                   |                               |                |               |
| مصدر: ProCyclingStats |                   |                               |                |               |

### تصنيف النقاط
| تصنيف النقاط          | تصنيف النقاط       | تصنيف النقاط                  | تصنيف النقاط | تصنيف النقاط |
| العداء                | العداء             | الفريق                        | النقاط       |              |
| --------------------- | ------------------ | ----------------------------- | ------------ | ------------ |
| 1                     | إسحاق ديل تورو ‏    | فريق الإمارات                 | 61 نقطة      |              |
| 2                     | Fernando Barceló ‏  | كاجا رورال-سيغوروس ‏           | 32 نقطة      |              |
| 3                     | Eric Fagúndez ‏     | برجس بي إتش ‏                  | 30 نقطة      |              |
| 4                     | رافال مايكا        | فريق الإمارات                 | 28 نقطة      |              |
| 5                     | Alex Molenaar ‏     | Illes Balears Arabay Cycling ‏ | 27 نقطة      |              |
| 6                     | António Morgado ‏   | فريق الإمارات                 | 25 نقطة      |              |
| 7                     | Finn Fisher-Black ‏ | فريق الإمارات                 | 25 نقطة      |              |
| 8                     | ألبرت توريس        | موفيستار                      | 20 نقطة      |              |
| 9                     | Pelayo Sánchez ‏    | موفيستار                      | 17 نقطة      |              |
| 10                    | Jordan Jegat ‏      | ديركت إينرجي                  | 16 نقطة      |              |
|                       |                    |                               |              |              |
| مصدر: ProCyclingStats |                    |                               |              |              |

### تصنيف الجبال
| تصنيف الجبال          | تصنيف الجبال               | تصنيف الجبال                  | تصنيف الجبال | تصنيف الجبال |
| العداء                | العداء                     | الفريق                        | النقاط       |              |
| --------------------- | -------------------------- | ----------------------------- | ------------ | ------------ |
| 1                     | Ibon Ruiz ‏                 | Equipo Kern Pharma ‏           | 33 نقطة      |              |
| 2                     | إسحاق ديل تورو ‏            | فريق الإمارات                 | 14 نقطة      |              |
| 3                     | Paul Ourselin ‏             | ديركت إينرجي                  | 10 نقطة      |              |
| 4                     | خوسيه مانويل دياز          | برجس بي إتش ‏                  | 8 نقطة       |              |
| 5                     | رافال مايكا                | فريق الإمارات                 | 7 نقطة       |              |
| 6                     | Francisco Muñoz (cyclist) ‏ | إيولو كوميت ‏                  | 7 نقطة       |              |
| 7                     | Jordan Jegat ‏              | ديركت إينرجي                  | 6 نقطة       |              |
| 8                     | Eric Fagúndez ‏             | برجس بي إتش ‏                  | 6 نقطة       |              |
| 9                     | Asier Pablo González ‏      | Illes Balears Arabay Cycling ‏ | 6 نقطة       |              |
| 10                    | Jorge Gutiérrez (cyclist) ‏ | Equipo Kern Pharma ‏           | 5 نقطة       |              |
|                       |                            |                               |              |              |
| مصدر: ProCyclingStats |                            |                               |              |              |

## تصنيف الفرق

### الفرق حسب الوقت
| تصنيف الفرق حسب الوقت | تصنيف الفرق حسب الوقت         | تصنيف الفرق حسب الوقت | تصنيف الفرق حسب الوقت |
| الفريق                | الفريق                        | الوقت                 |                       |
| --------------------- | ----------------------------- | --------------------- | --------------------- |
| 1                     | فريق الإمارات                 | 39 س 01 د 13 ث        |                       |
| 2                     | برجس بي إتش 2024 ‏             | + 1 د 55 ث            |                       |
| 3                     | Equipo Kern Pharma ‏           | + 3 د 55 ث            |                       |
| 4                     | موفيستار                      | + 5 د 21 ث            |                       |
| 5                     | أوسكالتيل أوسكادي 2024 ‏       | + 5 د 48 ث            |                       |
| 6                     | Petrolike ‏                    | + 16 د 09 ث           |                       |
| 7                     | ديركت إينرجي                  | + 22 د 05 ث           |                       |
| 8                     | Illes Balears Arabay Cycling ‏ | + 22 د 18 ث           |                       |
| 9                     | كاجا رورال-سيغوروس 2024 ‏      | + 23 د 19 ث           |                       |
| 10                    | Sabgal–Anicolor ‏              | + 35 د 58 ث           |                       |
|                       |                               |                       |                       |
| مصدر: ProCyclingStats |                               |                       |                       |

## تصانيف فرعية

### تصنيف أفضل شاب
| تصنيف أفضل شاب        | تصنيف أفضل شاب             | تصنيف أفضل شاب      | تصنيف أفضل شاب | تصنيف أفضل شاب |
| العداء                | العداء                     | الفريق              | الوقت          |                |
| --------------------- | -------------------------- | ------------------- | -------------- | -------------- |
| 1                     | إسحاق ديل تورو ‏            | فريق الإمارات       | 12 س 59 د 04 ث |                |
| 2                     | Afonso Eulálio ‏            | أنترت فيرينسي ‏      | + 1 د 48 ث     |                |
| 3                     | Pelayo Sánchez ‏            | موفيستار            | + 2 د 20 ث     |                |
| 4                     | Igor Arrieta ‏              | فريق الإمارات       | + 2 د 20 ث     |                |
| 5                     | Jorge Gutiérrez (cyclist) ‏ | Equipo Kern Pharma ‏ | + 2 د 38 ث     |                |
| 6                     | Sergio Chumil ‏             | برجس بي إتش ‏        | + 4 د 27 ث     |                |
| 7                     | Xabier Berasategi ‏         | أوسكالتيل أوسكادي ‏  | + 4 د 55 ث     |                |
| 8                     | António Morgado ‏           | فريق الإمارات       | + 5 د 38 ث     |                |
| 9                     | Álex Martín ‏               | إيولو كوميت ‏        | + 8 د 08 ث     |                |
| 10                    | Jaume Guardeño ‏            | كاجا رورال-سيغوروس ‏ | + 9 د 57 ث     |                |
|                       |                            |                     |                |                |
| مصدر: ProCyclingStats |                            |                     |                |                |

## وصلات خارجية
- الموقع الرسمي
- لمحة عن سباق فولتا أستورياس 2024 على موقع  ProCyclingStats   (برو  سايكلنج  ستاتس) - إحصاءات  محترفي  الدراجات.

- فولتا أستورياس 2024 على موقع إحصائيات الدراجات الإحترافية (الإنجليزية)